# Tetraleurodes dorseyi
Tetraleurodes dorseyi es un hemíptero de la familia Aleyrodidae, con una subfamilia: Aleyrodinae.
Fue descrita científicamente por primera vez por Kirkaldy en 1907.